# 菏澤縣
菏泽县，中国山东省旧县名，在今菏泽市境，牡丹区前身。
清雍正十三年（1735年），曹州直隶州升为曹州府，由此设立附郭县，是为菏泽县。清代考评：繁，疲，难。民国初年，全国废府，菏泽县直属山东省。历属岱南道、济宁道、曹濮道。
1947年，中華民國內政部编撰的《中華民國行政區域簡表》中，菏泽县为二等县，县域面积为1483.00平方公里，人口434763人:121。1949年时，属中共政权设置的平原省菏泽专区。1952年，废平原省，随菏泽专区划回山东省。后属菏泽地区。1983年，撤县改区，设立牡丹区。